# Mercury Falling
| 전문가 평가          | 전문가 평가  |
| 평가 점수            | 평가 점수    |
| 출처                 | 점수         |
| -------------------- | ------------ |
| AllMusic             | [ 2 ]        |
| Chicago Tribune      | [ 3 ]        |
| Entertainment Weekly | (A−)         |
| Houston Chronicle    | [ 5 ]        |
| Los Angeles Times    | [ 6 ]        |
| Robert Christgau     | (bad record) |
| Rolling Stone        | [ 8 ]        |

《Mercury Falling》은 영국의 싱어송라이터 스팅의 다섯 번째 스튜디오 음반이다. 1996년 2월 26일, A&M 레코드를 통해 발매되었으며 오랜 프로듀서 휴 패덤과 함께 스팅이 프로듀싱했다. 이 음반에는 솔과 컨트리의 요소가 과거 발매 때보다 훨씬 더 크게 통합된 많은 트랙이 수록되어 있다. 음반의 조연으로는 자주 공동 작업을 하는 도미닉 밀러, 키보드의 케니 커클랜드, 드럼의 비니 콜라이우타, 테너와 소프라노 색소폰의 브랜포드 마살리스가 있다.

## 배경
음반의 제목으로 사용되는 것과 함께, "mercury falling"이라는 문구는 음반에서 처음이자 마지막으로 들을 수 있는 가사로 나타난다. 이 가사는 (〈The Hounds of Winter〉를 위해) 음반을 위해 처음 쓰여졌고, 스팅은 나중에 이 문구가 음반의 분위기와 다양한 스타일을 불러일으켰다고 느꼈다. "이 음반에는 매우 많은 스타일이 있고 그것은 장르마다 그리고 다시 반복됩니다. 매우 활기있는 음반이고, 그 음반을 부르는 것은 옳은 것처럼 보였습니다."
수록곡 〈Twenty Five to Midnight〉는 미국과 캐나다 발매에서 제외되었다. 〈You Still Touch Me〉의 CD 맥시 싱글에 4번 트랙으로 포함되었다.  〈La Belle Dame Sans Regrets〉는 전적으로 프랑스어로 노래를 부르고, 제목은 "후회 없는 아름다운 여인"으로 번역된다. 그 노래는 스팅의 기타리스트 도미닉 밀러와 공동 작곡했다. 〈Valparaiso〉는 1996년 영화 《화이트 스콜》의 클로징 크레딧에서 사용되었다.

## 곡 목록
모든 곡들은 특별한 언급이 없는 한 스팅에 의해 작사/작곡하였다.
| #   | 제목                                 | 작사·작곡         | 재생 시간 |
| --- | ------------------------------------ | ----------------- | --------- |
| 1.  | 〈The Hounds of Winter〉             |                   | 5:27      |
| 2.  | 〈I Hung My Head〉                   |                   | 4:40      |
| 3.  | 〈Let Your Soul Be Your Pilot〉      |                   | 6:41      |
| 4.  | 〈I Was Brought to My Senses〉       |                   | 5:48      |
| 5.  | 〈You Still Touch Me〉               |                   | 3:46      |
| 6.  | 〈I'm So Happy I Can't Stop Crying〉 |                   | 3:56      |
| 7.  | 〈All Four Seasons〉                 |                   | 4:28      |
| 8.  | 〈Twenty Five to Midnight〉          |                   | 4:09      |
| 9.  | 〈La Belle Dame Sans Regrets〉       | 스팅, 도미닉 밀러 | 5:17      |
| 10. | 〈Valparaiso〉                       |                   | 5:27      |
| 11. | 〈Lithium Sunset〉                   |                   | 2:38      |

## 인증
| 국가                                                  | 인증     | 판매량/출하량 |
| ----------------------------------------------------- | -------- | ------------- |
| 오스트레일리아 (ARIA)                                 | 골드     | 35,000^       |
| 오스트리아 (IFPI 오스트리아)                          | 골드     | 25,000*       |
| 캐나다 (뮤직 캐나다)                                  | 플래티넘 | 100,000^      |
| 핀란드 (Musiikkituottajat)                            | 골드     | 24,617        |
| 독일 (BVMI)                                           | 골드     | 250,000^      |
| 이탈리아                                              | —        | 210,000       |
| 일본 (RIAJ)                                           | 골드     | 193,600       |
| 네덜란드 (NVPI)                                       | 골드     | 50,000^       |
| 폴란드 (ZPAV)                                         | 골드     | 20,000*       |
| 스페인 (PROMUSICAE)                                   | 골드     | 50,000^       |
| 스위스 (IFPI 스위스)                                  | 골드     | 25,000^       |
| 영국 (BPI)                                            | 플래티넘 | 300,000^      |
| 미국 (RIAA)                                           | 플래티넘 | 1,000,000^    |
| 요약                                                  |          |               |
| 유럽 (IFPI)                                           | 플래티넘 | 1,000,000*    |
| *판매량을 기반으로 한 인증 ^출하량을 기반으로 한 인증 |          |               |